# Chop Chop
Chop Chop, av restaurangen skrivet ChopChop, är en svensk snabbmatskedja för asiatisk mat, grundad 2011.
ChopChop har 37 restauranger i Sverige.
ChopChops restauranger planeras (2021)[uppföljning saknas] att få ett nytt inredningskoncept, framtaget av Tengbomgruppen.